# 13

## Померли
- Імператриця Ван — китайська імператриця часів династії Хань, фактична правителька імперії з 33 року до н. е. до 8 року н. е.